# Amphichaetodon melbae
Amphichaetodon melbae ist eine Art aus der Familie der Falterfische.

## Merkmale
Amphichaetodon melbae erreicht eine maximale Länge von 14,5 Zentimetern.
Der Fisch hat einen weißen, hochrückigen und seitlich abgeflachten Körper. Dieser wird von fünf vertikalen, schwarzen Bändern überzogen. Seine Afterflossen sowie die Rücken- und die Schwanzflosse sind leicht gelblich gefärbt. Amphichaetodon melbae unterscheidet sich vom sehr ähnlichen Lord-Howe-Falterfisch (Amphichaetodon howensis) durch seine schmaleren schwarzen Bänder.

## Verbreitung
Amphichaetodon melbae kommt im südöstlichen Pazifik um die Oster-Insel, die Desventuradas-Inseln und die Juan-Fernández-Inseln vor.

## Vorkommen und Verhalten
Amphichaetodon melbae scheint vorwiegend in felsigen Riffen vorzukommen. Juvenile Tiere sind Einzelgänger, während ausgewachsene Fische auch paarweise anzutreffen sind; zumindest während der Fortpflanzungszeit.

## Benennung
Das Artepitheton ehrt wahrscheinlich die Meeresbiologin Melba Caldwell von der University of Florida in Gainesville.